# Thonthan Chim-ong
Thonthan Chim-ong (thailändisch ธรธันย์ ฉิมอ่อง; * 25. März 2003 in Bangkok) ist ein thailändischer Fußballspieler.

## Karriere

### Verein
Thonthan Chim-ong erlernte das Fußballspielen in der Jugend von Muangthong United in Thailand sowie in der Schulmannschaft der Brooke House College Football Academy im englischen Market Harborough. Im Februar 2022 ging er nach Deutschland, wo er bis Ende August 2022 für die zweite Mannschaft des 1. FC Düren in Düren spielte. Ende August 2022 zog es ihn nach Spanien, wo er für RC Alcobendas CF in Alcobendas und die dritte Mannschaft des CD Leganés aus Leganés spielte. Anfang Juli 2024 kehrte er nach Thailand zurück. Hier unterschrieb er in Nakhon Pathom einen Vertrag beim Erstligisten Nakhon Pathom United FC. Sein Erstligadebüt gab Chim-ong am 3. November 2024 (12. Spieltag) im Auswärtsspiel gegen den Uthai Thani FC. Bei der 2:1-Niederlage wurde er in der 79. Minute für Jennarong Phupha eingewechselt. Am Ende der Saison 2024/25 belegte er mit Nakhon Pathom den vorletzten Tabellenplatz und musste somit in die zweite Liga absteigen.